# Vermoeden van Birch en Swinnerton-Dyer

Grafiek van voor de kromme als de waarden van de eerste 100.000 priemgetallen aanneemt. De -as is en de -as is logaritmisch. Het vermoeden luidt dat de waarden de in rood getekende rechte zouden vormen met helling gelijk aan de rang van de kromme, in dit geval 1.

In de getaltheorie, een deelgebied van de wiskunde, relateert het vermoeden van Birch and Swinnerton-Dyer de rang van de abelse groep van de punten over een getallenlichaam van een elliptische kromme {\displaystyle E} met de orde van het nulpunt van de geassocieerde L-functie {\displaystyle L(E,s)} in {\displaystyle s=1}. Specifiek wordt vermoed dat de Taylorreeks van {\displaystyle L(E,s)} in {\displaystyle s=1} gelijk is aan
{\displaystyle L(E,s)=c(s-1)^{r}+{\text{hogere-ordetermen}}},
waarin {\displaystyle c\neq 0} is en {\displaystyle R} de rang van {\displaystyle E} over het lichaam/veld van de rationale getallen is.
De stand van zaken in 2014 is dat het vermoeden alleen is bewezen voor een aantal speciale gevallen, alle met rang kleiner dan of gelijk aan 1. Het vermoeden is dus sinds ongeveer veertig jaar een open probleem en heeft in die tijd veel onderzoek gestimuleerd; haar status als een van de meest uitdagende wiskundige vraagstukken is op grote schaal erkend. Het is een van de millenniumprijsproblemen van het Clay Mathematics Institute, welk instituut voor het eerste bewijs van het gehele vermoeden een prijs van 1.000.000 US$ heeft uitgeloofd.

## Achtergrond
In 1922 bewees Louis Mordell de stelling van Mordell: de groep van rationale punten op een elliptische kromme heeft een eindige basis. Dit betekent dat er voor elke elliptische kromme een eindige deelverzameling van de rationale punten op de kromme bestaat, van waaruit alle verdere rationale punten kunnen worden gegenereerd.
Als het aantal rationale punten op een kromme oneindig is dan moet enig punt in een eindige basis een oneindige orde hebben. Het aantal onafhankelijke basispunten met oneindige orde wordt de rang van de kromme genoemd. Deze rang van een kromme is een belangrijke invariante eigenschap van een elliptische kromme.
Als de rang van een elliptische kromme gelijk is aan 0 dan heeft de kromme slechts een eindig aantal rationale punten. Aan de andere kant, als de rang van de kromme groter is dan 0, dan heeft de kromme een oneindig aantal rationale punten.
Hoewel de stelling van Mordell laat zien dat de rang van een elliptische kromme altijd eindig is, geeft het geen effectieve methode om de rang van elke kromme te berekenen. De rang van bepaalde elliptische krommen kan worden berekend door gebruik te maken van numerieke methoden, maar (met de huidige stand van kennis) kunnen deze methoden niet worden veralgemeend om alle krommen te berekenen.
Een {\displaystyle L}-functie {\displaystyle L(E,s)} kan worden gedefinieerd voor een elliptische kromme {\displaystyle E} door de constructie van een euler-product uit het aantal punten op de kromme modulo elk priemgetal {\displaystyle p}. Deze {\displaystyle L}-functie is analoog aan de riemann-zèta-functie en de dirichlet-L-reeks, die is gedefinieerd voor een binaire kwadratische vorm. Het is een speciaal geval van een Hasse-Weil-L-functie.
De natuurlijke definitie van {\displaystyle L(E,s)} convergeert alleen voor de waarden van {\displaystyle s} in het complexe vlak, waarvoor {\displaystyle \mathrm {Re} (s)>3/2}. Helmut Hasse vermoedde dat {\displaystyle L(E,s)} door analytische voortzetting kan worden uitgebreid tot het gehele complexe vlak. Dit vermoeden werd door Max Deuring voor het eerst bewezen voor elliptische krommen met complexe vermenigvuldiging. Later werd aangetoond dat het vermoeden waar is voor alle elliptische krommen over {\displaystyle \mathbb {Q} }, dit als een gevolg van de modulariteitsstelling.
Het vinden van rationale punten op een algemene elliptische kromme is een moeilijk probleem. Het vinden van de punten op een elliptische kromme modulo een gegeven priemgetal {\displaystyle p} is conceptueel eenvoudig, aangezien er slechts een eindig aantal mogelijkheden zijn om gecontroleerd te worden. Voor grote priemgetallen is dit echter een rekentechnisch intensief proces.

## Geschiedenis
In de vroege jaren 1960 maakte Peter Swinnerton-Dyer gebruik van de EDSAC computer aan het Computer labatorium van de Universiteit van Cambridge. Hij wilde het aantal punten modulo {\displaystyle p} (aangeduid door {\displaystyle N_{p}}) voor een groot aantal priemgetallen {\displaystyle p} berekenen op elliptische krommen, waarvan de rang bekend was. Uit deze numerieke resultaten leiden Bryan Birch en Peter Swinnerton-Dyer het vermoeden af dat {\displaystyle N_{p}} voor een kromme {\displaystyle E} met rang {\displaystyle r} gehoorzaamt aan een asymptotische wet
{\displaystyle \prod _{p<x}{\frac {N_{p}}{p}}\approx \log(x)^{r}{\text{ als }}x\rightarrow \infty .}
Aanvankelijk was dit op basis van enigszins vage trends in de grafieken; deze magere onderbouwing leidde aanvankelijk tot de nodige scepsis bij J. W. S. Cassels (de promotor van Birch). Na verloop van tijd hoopten de numerieke bewijzen zich echter op.
Dit leidde Birch en Swinnerton-Dyer tot het opstellen van een algemeen vermoeden over het gedrag van de {\displaystyle L}-functie {\displaystyle L(E,s)} van een kromme in {\displaystyle s=1}, namelijk dat het een nulpunt van orde {\displaystyle R} op dit punt zou hebben. Dit was voor die tijd een vooruitziend vermoeden, gegeven dat de analytische voortzetting van {\displaystyle L(E,s)} daar alleen was vastgesteld voor krommen met complexe vermenigvuldiging, welke krommen ook de belangrijkste bron van de numerieke voorbeelden waren. Merk op dat de reciproke van de {\displaystyle L}-functie vanuit sommige gezichtspunten een meer natuurlijk object van onderzoek is; in dat geval dient men naar de polen in plaats van de nulpunten te kijken.
Het vermoeden werd vervolgens uitgebreid met de exacte voorspelling van de eerste Taylorreeks-coëfficiënt van de {\displaystyle L}-functie in {\displaystyle s=1}. Volgens het vermoeden is dit:
{\displaystyle {\frac {L^{(r)}(E,1)}{r!}}={\frac {\#\mathrm {Sha} (E)\Omega _{E}R_{E}\prod _{p|N}c_{p}}{(\#E_{\mathrm {Tor} })^{2}}}}
waarin de grootheden aan de rechterkant invarianten van de kromme zijn. Deze invarianten zijn bestudeerd door Cassels, Tate, Sjafarevitsj en anderen: zij omvatten onder andere de orde van de torsiegroep, de orde van de Tate-Shafarevich-groep en de kanonieke hoogten van een basis van rationele punten.

## Huidige status
Het vermoeden van Birch en Swinnerton-Dyer is tot op heden alleen voor speciale gevallen bewezen:
1. In 1976 bewezen John Coates en Andrew Wiles dat als {\displaystyle E} een kromme is over een getallenlichaam {\displaystyle F} met complexe vermenigvuldiging door een imaginair kwadratisch lichaam/veld {\displaystyle K} van klassegetal 1, {\displaystyle F=K} of {\displaystyle \mathbb {Q} }, en {\displaystyle L(E,1)} is niet 0, dan heeft {\displaystyle E} slechts een eindig aantal rationale punten. Dit werd uitgebreid tot het geval waarin {\displaystyle F} een eindige abelse uitbreiding is van {\displaystyle K} door Nicole Arthaud-Kuhman, die een kantoor met Wiles deelde, toen beiden studenten van Coates waren op Stanford.
2. In 1983 toonden Benedict Gross en Don Zagier aan dat als een modulaire elliptische kromme een eerste-orde nul heeft in {\displaystyle s=1}, dan heeft de kromme een rationaal punt van oneindige orde (zie de stelling van Gross-Zagier).
3. In 1990 liet Victor Kolyvagin zien dat een modulaire elliptische curve {\displaystyle E} waarvoor {\displaystyle L(E,1)} niet nul is, rang 0 heeft, en een modulair elliptische curve {\displaystyle E} waarvoor {\displaystyle L(E,1)}, een eerste-orde nulpunt in {\displaystyle s=1} heeft van rang 1.
4. In 1991 toonde Karl Rubin aan dat, als voor elliptische krommen over een imaginair kwadratisch lichaam/veld {\displaystyle K} met complexe vermenigvuldiging door {\displaystyle K}, de {\displaystyle L}-reeksen van de elliptische krommen niet nul zijn in {\displaystyle s=1}, de {\displaystyle p}-deel van de Tate-Shafarevich-groep de orde heft voorspeld door het vermoeden van Birch en Swinnerton-Dyer, voor alle priemgetallen {\displaystyle p>7}.
5. In 1999 bewezen Andrew Wiles, Christophe Breuil, Brian Conrad, Fred Diamond en Richard Taylor, dat alle elliptische krommen gedefinieerd over de rationale getallen modulair zijn (de stelling van Shimura-Taniyama), hetgeen de resultaten 2 en 3 uitbreidt tot alle elliptische krommen over de rationale getallen.
6. Manjul Bhargava en Shankar bewezen in 2014[2], dat de gemiddelde rang van de Mordell–Weil groep van een elliptische kromme over {\displaystyle \mathbb {Q} } naar boven begrensd wordt door 7/6. Gecombineerd met de p-pariteitsstelling van Nekovář uit 2009 en Dokchitser uit 2010 en met het bewijs van het hoofdvermoeden van de Iwasawa theory voor {\displaystyle \mathrm {GL} (2)} door Skinner en Urban uit 2014 besluiten ze dat een positieve fractie van elliptische krommen over {\displaystyle \mathbb {Q} } de analytische rang nul heeft, en dus volgens Kolyvagin 1989 voldoen aan het vermoeden van Birch and Swinnerton-Dyer.

Er is echter nog niets bewezen voor krommen met rang groter dan 1, hoewel er wel uitgebreide numerieke aanwijzingen bestaan dat het vermoeden van Birch en Swinnerton-Dyer waar is.

## Prijs van het Clay Mathematics Institute
Het vermoeden van Birch en Swinnerton-Dyer is een van de zeven millenniumproblemen, die zijn geselecteerd door het Clay Mathematics Institute. Dit instituut heeft een prijs van 1 miljoen dollar (US$) uitgeloofd voor het eerste bewijs van de hele vermoeden.

## Voetnoten
1. 1 2  The Clay Math Institute Official Problem Description (pdf) door Andrew Wiles
2. ↑  http://annals.math.princeton.edu/articles/8533
3. ↑  Gearchiveerde kopie. Gearchiveerd op 9 augustus 2017. Geraadpleegd op 19 oktober 2014.
4. ↑  Het vermoeden van Birch en Swinnerton-Dyer op het Clay Mathematics Institute